# Protaetia shamil
Protaetia shamil är en skalbaggsart som beskrevs av Olsoufieff 1916. Protaetia shamil ingår i släktet Protaetia och familjen Cetoniidae. Inga underarter finns listade i Catalogue of Life.